# Fiammenghini

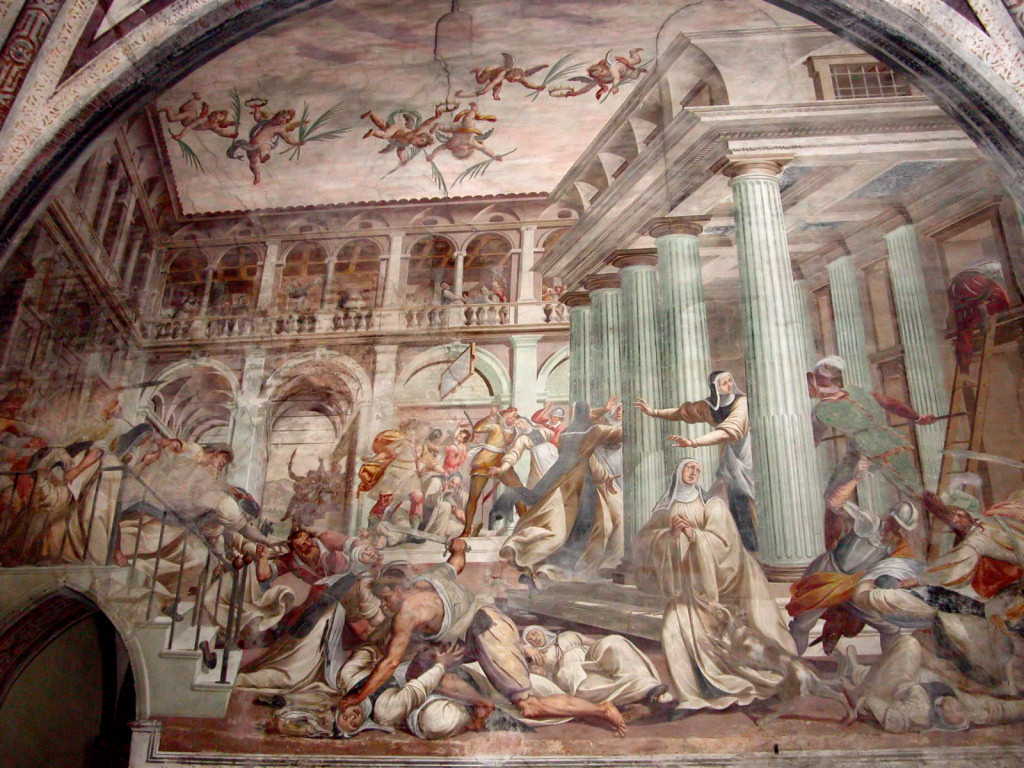
Martirio delle monache cistercensi a Vittavia
Transetto dell'Abbazia di Chiaravalle

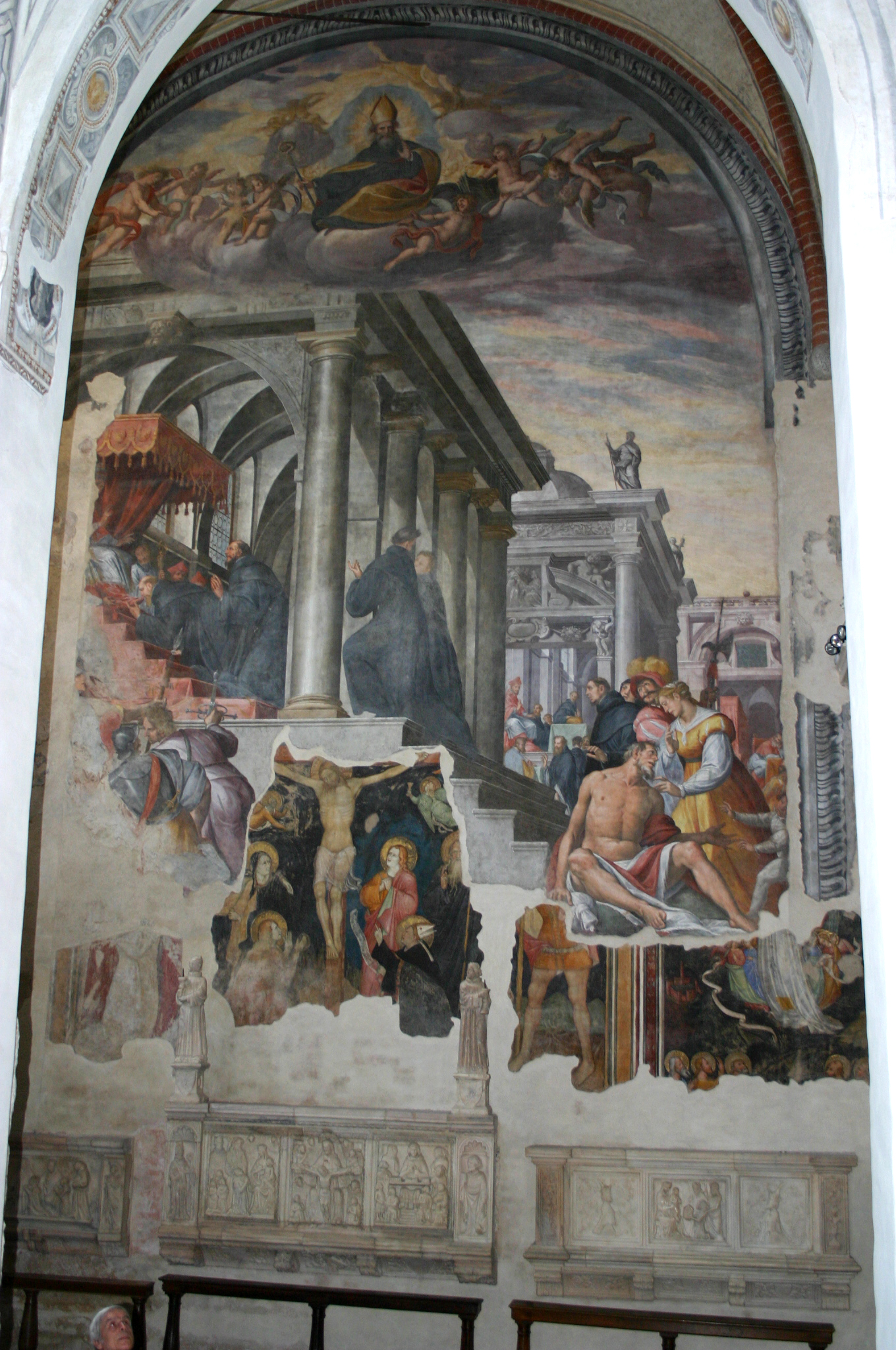
Papa Alessandro IV istituisce gli agostiniani, San Marco, Milano

I Fiammenghini è il nome comune con cui sono conosciuti i fratelli Giovanni Battista e Giovanni Mauro Della Rovere, pittori attivi a Milano negli anni a cavallo tra il XVI e XVII secolo, e in particolare all'inizio di quest'ultimo.

## Giovanni Mauro
Nasce nel 1575 e muore nel 1640, fu allievo di Giulio Cesare Procaccini.

## Giovanni Battista
Nasce nel 1560 (o 1561) e muore nel 1627.
Di lui si ricordano in particolare le "Scene della Vita di San Giovanni Battista" del Duomo di Monza.

## Opere
In Italia sono conosciuti principalmente per via della decorazione di gran parte dell'interno dell'Abbazia di Chiaravalle a Milano; in particolare il transetto, il presbiterio, la controfacciata e la volta dell'abside sono ricche delle loro opere.
Altre opere si possono trovare nella "Cappella Atellani" della Chiesa di Santa Maria delle Grazie a Milano, a Pavia nella chiesa di Santa Maria delle Grazie, nella chiesa di San Luca e nel palazzo Ducale della Certosa di Pavia, nella Chiesa di San Dionigi a Cassano d'Adda, nella Chiesa dei Santi Eusebio e Vittore a Peglio (Lombardia), nel Duomo di Milano con la Vita di San Carlo, nel Sacro Monte di Varallo e nel Santuario della Madonna del Sasso di Locarno, ma soprattutto i Fiammenghini sono noti per i grandi affreschi realizzati in numerose cappelle del Sacro Monte di Orta, dedicato alla vita di san Francesco d'Assisi.
Operano anche nella Chiesa del Salvatore e Santa Margherita d'Antiochia di Pisidia in Busto Garolfo (Milano), dove affrescano la cappella dell'altare maggiore (oggi scomparsa) e la cappella di san Giuseppe (dove restano alcuni frammenti). Purtroppo molti affreschi vennero distrutti soprattutto durante le demolizioni di fine '800, come il pregevole ciclo di affreschi nella chiesa di San Gerolamo. 
Perduta è anche un'opera su tavola raffigurante una Maddalena penitente conservata sino alla metà del Novecento nella chiesa di Santa Maria Maddalena nella frazione di Maddalena del comune di Somma Lombardo.
Imponente ed intatto il ciclo di affreschi e tele presso la chiesa dei Santi Faustino e Giovita a Bienno (Valcamonica) e nella Santa Maria Annunziata, nello stesso paese. A Melegnano (Milano) i Fiamminghini sono autori di diversi affreschi sulla vita di San Carlo Borromeo presenti nella basilica di San Giovanni Battista, come pure operarono nella Chiesa di Santa Maria della Neve a Boffalora sopra Ticino per la quale realizzarono due imponenti tele del presbiterio dedicate alla vita di San Francesco e provenienti originariamente dalla distrutta Chiesa di San Francesco Grande a Milano.